# Пойкерт, Детлев
Детлев Пойкерт (нем. Detlev Peukert, 20 сентября 1950, Гютерсло – 17 мая 1990,  Гамбург) – немецкий историк, один из крупнейших историков повседневности в Германии.

## Биография
Закончил Рурский университет в Бохуме (1975). В 1978-1988 работал в университете Эссена, был ассистентом Лютца Нитхаммера. Диссертацию о месте Германской коммунистической партии в сопротивлении нацизму писал под руководством Ханса Моммзена. До 1978 был членом Германской коммунистической партии, впоследствии состоял в СДПГ.
Был открытым геем. Скончался от последствий СПИДа.

## Научные интересы
Исследователь процессов модернизации (с опорой на труды Макса Вебера). Главные работы Пойкерта посвящены становлению нацизма в Германии и различным формам сопротивления гитлеризму в условиях Третьего рейха. 

## Основные работы
- Die KPD im Widerstand: Verfolgung und Untergrundarbeit an Rhein und Ruhr 1933–1945, Hammer, Wuppertal 1980, ISBN 3-87294-165-8.
- Die Reihen fast geschlossen: Beiträge zur Geschichte des Alltags unterm Nationalsozialismus, herausgegeben zusammen mit Jürgen Reulecke und Adelheid Gräfin zu Castell Rudenhausen, Hammer, Wuppertal 1981.
- Volksgenossen und Gemeinschaftsfremde: Anpassung, Ausmerze und Aufbegehren unter dem Nationalsozialismus, Köln: Bund Verlag, 1982 ISBN 376630545X (англ. пер. 1987)
- Grenzen der Sozialdisziplinierung: Aufstieg und Krise der deutschen Jugendfürsorge von 1878 bis 1932, Bund-Vlg., Köln 1986.
- Jugend zwischen Krieg und Krise. Lebenswelten von Arbeiterjungen in der Weimarer Republik, Köln 1987.
- Die Edelweißpiraten: Protestbewegungen jugendlicher Arbeiter im 'Dritten Reich'. Eine Dokumentation, 3., erw. Aufl., Bund-Vlg., Köln 1988.
- Max Webers Diagnose der Moderne, Vandenhoeck & Ruprecht, Göttingen 1989 ISBN 3525335628
- Rechtsradikalismus in Deutschland - Zwei historische Beiträge, zusammen mit Frank Bajohr, Ergebnisse Verlag, Hamburg 1990, ISBN 3-925622-69-1.
- Die Weimarer Republik: Krisenjahre der Klassischen Moderne, Suhrkamp Verlag, Frankfurt am Main 1987 (англ. пер. 1992)